# Jezioro Turawskie

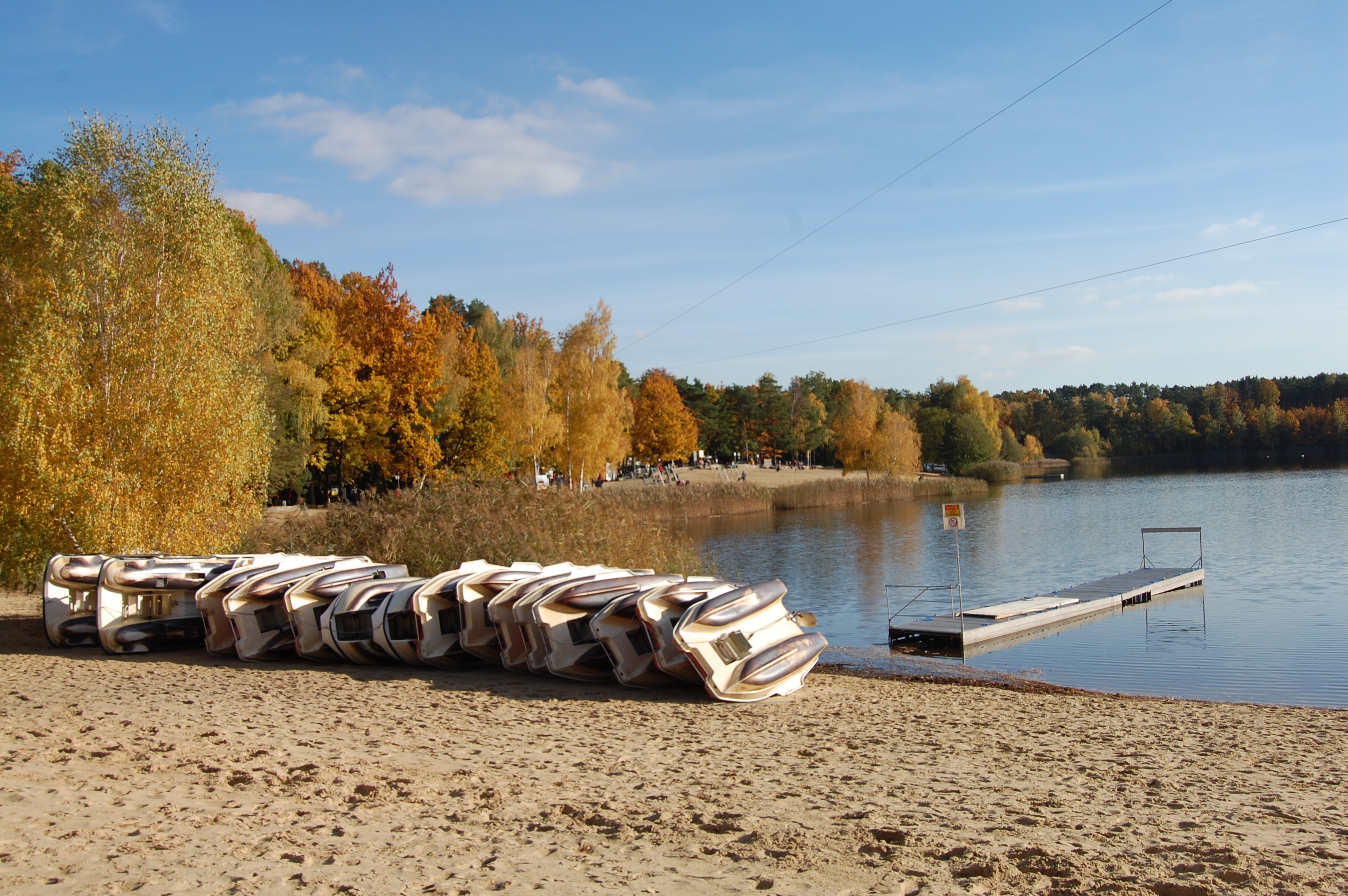
Jezioro Średnie w Turawie

Jezioro Turawskie – zbiornik retencyjny na Małej Panwi o powierzchni 24 km², wysokości zapory 13 m, głębokości do 13 m i pojemności maksymalnej ok. 108 mln m³. 
Zbiornik zbudowano w latach 1933–1939 jako Turawa-Stausee, aby umożliwić regulację poziomu wody na Odrze oraz w celach rekreacyjno-wypoczynkowych. W tym celu zlikwidowano miejscowości: Zamoście (niem. Hinterbrueck), Krzyślina (niem. Krysline) z przysiółkiem Łuk oraz Pustków, przysiółek Szczedrzyka. W sumie przesiedlono kilkadziesiąt rodzin, które dostały odszkodowanie finansowe lub zastępcze domy w Ligocie Turawskiej.

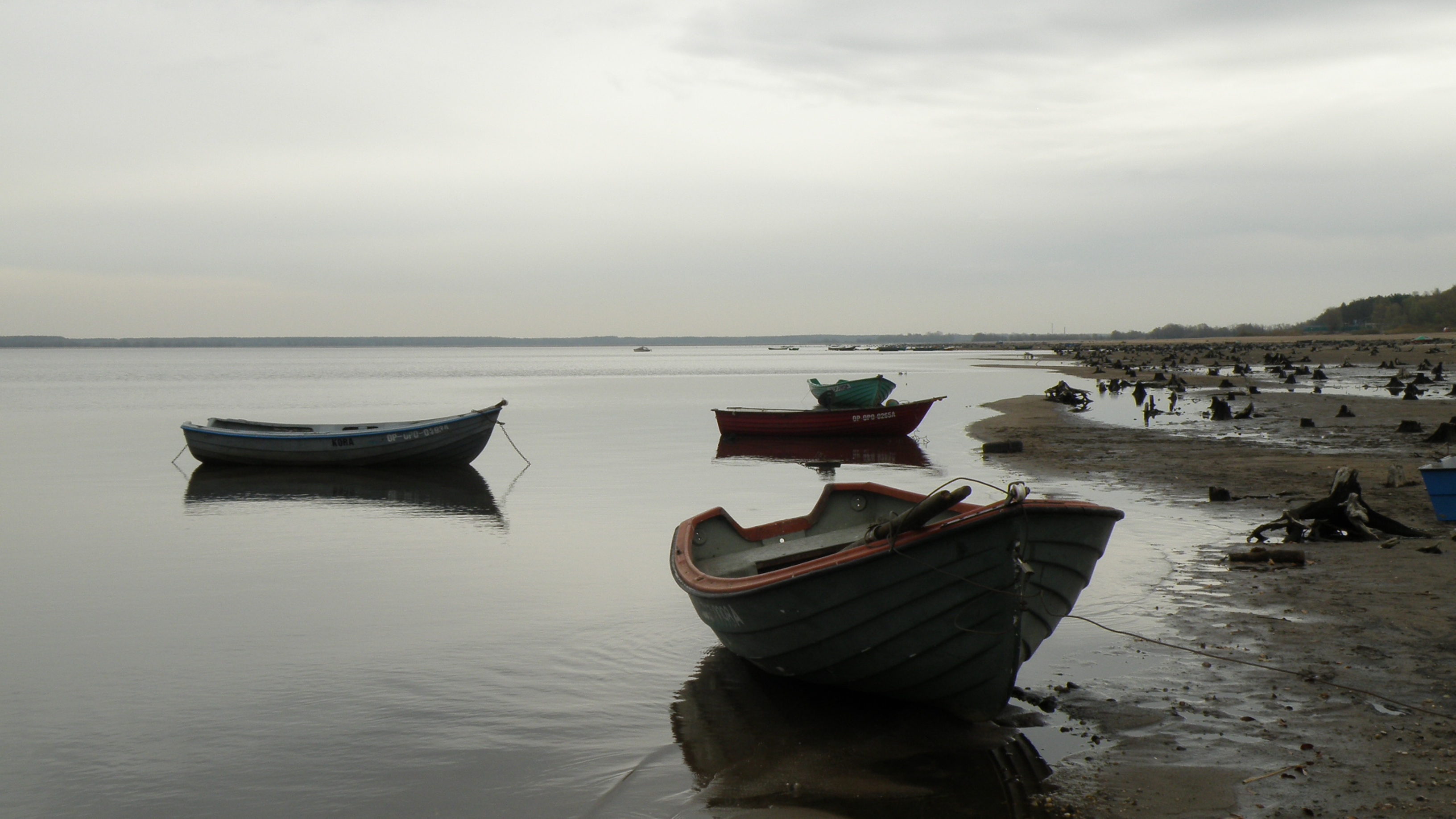
Zbiornik Turawski

Oprócz Małej Panwi do jeziora uchodzi mniejsza rzeka Libawa. Na odpływie z jeziora działa elektrownia wodna o mocy 1,2 MW. Brzegi północny i południowy tworzą plaże otoczone sosnowymi lasami z wieloma ośrodkami wypoczynkowymi. Na akwenie tym jest również uprawiane żeglarstwo i wędkarstwo (występowanie sandacza).
W pobliżu jeziora Turawskiego znajdują się inne jeziora. Jeziora „Średnie” i „Małe” (oba na południe od jeziora Turawskiego) powstały na miejscach wydobycia żwiru wykorzystanego do budowy zapory jeziora Turawskiego. Jezioro Srebrne (inne nazwy to Osowiec, Zielone lub Szmaragdowe) znajduje się w lasach w okolicach wsi Osowiec i Turawa i jest oddalone o około 2 km od jeziora Turawskiego. Zajmuje powierzchnię 12 ha, a głębokość dochodzi do 17 m. Jezioro powstało na miejscu zalanego wyrobiska.

## Natura 2000
Na obszarze o powierzchni 2125 ha, obejmującym okolice jeziora Turawskiego, ustanowiono obszar specjalnej ochrony ptaków PLB160004 'Zbiornik Turawski'. Obszar ustanowiono Rozporządzeniem Ministra Środowiska z dnia 27 października 2008 roku i znajduje się na terenie  gminy Turawa. 
W ptasiej ostoi występują co najmniej 24 gatunki ptaków z załącznika I Dyrektywy Ptasiej. Zbiornik Turawski jest jedną z najważniejszych na Opolszczyźnie ostoi dla ptaków migrujących. Jesienią i wiosną zatrzymują się na nim liczące do 22 000 osobników stada ptaków z rzędu blaszkodziobych i siewkowych. Wiele rzadkich i pierwszych  stwierdzeń gatunków ptaków w kraju miało miejsce właśnie na tym zbiorniku, np. brodziec żółtonogi czy biegus wielki. Spośród gatunków lęgowych na obszarze ostoi szczególnej ochronie podlegają populacje rybitwy białowąsej, rybitwy czarnej i perkoza zausznika.
Zbiornik Turawski leży w całości w Obszarze Chronionego Krajobrazu Lasy Stobrawsko-Turawskie.

## Turystyka
Jezioro Turawskie jest popularne wśród turystów. Poza plażowaniem zbiornik przyciąga wędkarzy (znane łowisko sandacza), kite surferów, żeglarzy, a zimą amatorów narciarstwa biegowego i bojerów.
Wokół jeziora znajduje się kilkadziesiąt ośrodków wypoczynkowych, hoteli i kempingów. Turystyka rozwinięta jest na południowym i północnym brzegu jeziora gdzie znajduje się spacerowa Promenada, bary i restauracje (wschodni brzeg jest dziki, króluje tu ptactwo; zachodni to tama zaporowa o długości ponad 6 km, która przyciąga spacerowiczów, biegaczy, wędkarzy).